# Base de la Fuerza Aérea de Ngerengere
La Base de la Fuerza Aérea de Ngerengere (OACI: HTNG) es una base aérea militar del Comando de la Fuerza Aérea de Tanzania. Se encuentra situado cerca de la pequeña localidad de Ngerengere en la región de Morogono, a unos 120 kilómetros al oeste de Dar es Salaam, la antigua capital y ciudad más grande de Tanzania. Es una de las tres bases aéreas con las que cuenta la Fuerza Aérea de Tanzania y la única que es de uso exclusivamente militar.

## Historia
La base aérea fue construida con la asistencia del gobierno chino. Durante la guerra Uganda-Tanzania, un escuadrón de aviones MiG que se dirigía al aeropuerto de Mwanza en el norte de Tanzania fue alcanzado por fuego amigo mientras volaba sobre la cercana ciudad de Musoma. Los tres aviones fueron alcanzados por misiles antiaéreos S-75 Dvina disparados por las unidades antiaéreas del ejército, que lo confundieron con aviones enemigos por no haber sido informados.
El 28 de junio de 2010, un Shenyang J-5 (matrícula JW-9119) durante una misión de entrenamiento de rutina, perdió la comunicación con la base aérea y realizó un aterrizaje de emergencia en la autopista A14. Al aterrizar, una de sus alas chocó contra un vehículo turístico; resultando en la muerte tanto del instructor como del alumno.

## Operaciones
La base aérea mantiene un espacio aéreo prohibido (HTP6) y restringido (HTR7) al oeste del Aeropuerto Internacional Julius Nyerere de Dar es Salaam. Varias aeronaves civiles han invadido estas áreas, y la Autoridad de Aviación Civil de Tanzania ha aconsejado a los pilotos que se mantengan alejados en todo momento.
Un informe publicado en 1996 por la Rama de Investigación de Accidentes de Tanzania recomendó que el área prohibida (HTP6) debería modificarse para facilitar el acceso a las ciudades al oeste de Dar es Salaam. También afirmó que las aeronaves civiles podían sobrevolarla a pedido de la Torre Ngerengere, contrariamente a su designación como zona de exclusión aérea civil. La cercana pista de aterrizaje de Morogoro se encuentra justo al lado occidental de HTP6 pero dentro de HTR7. Según un piloto local, el desvío sobre la base aérea resulta en 15 minutos adicionales a la duración del vuelo entre Morogoro y Dar es Salaam.

## Aeronaves asignadas
- 13 Shenyang J-6[2]
- 20 Shenyang J-5[2]
- 13 BT-6[2]